# Gabriel Almond
Gabriel Abraham Almond, né le 12 janvier 1911 à Rock Island (Illinois) et mort le 25 décembre 2002 à Pacific Grove (Californie), est un chercheur en sciences politiques américain.
Il est l'un des pionniers des études en politique comparée. Il enseigna notamment à l'université Yale et à l'université Stanford. Avec Walter Lippmann, il a élaboré une théorie connue sous le nom de consensus Almond-Lippmann (en). 

## Biographie
Gabriel Abraham Almond est né en 1911 à Rock Island (Illinois), de parents d'origine russe et ukrainienne. Il effectue sa scolarité universitaire à l'université de Chicago, et y côtoie Harold Lasswell. Il obtient son doctorat en 1938, mais sa thèse, Plutocracy and Politics in New York City, n'est publiée qu'en 1998 car elle contient des propos peu flatteurs à l'encontre de John D. Rockefeller, mécène de l'université. 
Il enseigne au Brooklyn College (aujourd'hui inclus dans l'université de la Ville de New York) de 1939 à 1942. Après l'entrée en guerre des États-Unis, il rejoint les services de renseignement militaire et étudie la propagande ennemie. Après la guerre, il travaille au US Strategic Bombing Survey (en) en Allemagne. 
Il reprend sa carrière universitaire en 1947 et enseigne à l'université Yale jusqu'en 1951, au sein de l'Institut d'études internationales. De 1951 à 1959, il enseigne à Princeton, puis à nouveau à Yale jusqu'en 1963, et enfin à Stanford où il demeure en poste jusqu'à sa retraite en 1976. Il est alors nommé professeur émérite et continue à enseigner et publier jusqu'en 1993.
En 1961, il est élu membre de l'Académie américaine des arts et des sciences. Durant sa carrière, il sera professeur invité à l'université de Tokyo et à l'université nationale Taras-Chevtchenko de Kiev.

## Domaines de recherche
Almond développa la discipline de la politique comparée dans les années 1950, en intégrant des approches issues d'autres sciences humaines et sociales, telles que la sociologie, la psychologie et l'anthropologie. Il aborda également d'autres thématiques, telles que les politiques publiques des pays en développement, le communisme et le fondamentalisme religieux. 
Son principal ouvrage est The Civic Culture (1963), co-écrit avec Sidney Verba. Il y développe la notion de culture politique comme un aspect fondamental des sociétés. Almond et Verba distinguent différentes cultures politiques, selon le mode de participation citoyen et la nature de l'attitude du peuple envers la politique. La rédaction de The Civic Culture donna lieu à l'une des premières enquêtes transnationales à grande échelle en sciences politiques : elle popularisa la pratique des études comparatives. 
Almond écrivit également sur le développement. Dans Comparative Politics: A Developmental Approach (1966), il propose une méthodologie pour évaluer le niveau de développement politique d'une société.